# Puj
Puj (románul: Pui) település Romániában, Erdélyben, Hunyad megyében.

## Fekvése
Hátszegtől délkeletre, a Sztrigy egyik bal oldali mellékvize mellett, Mezőlivádia és Galac (Galați) között fekvő település.

## Története
Puj nevét 1426-ban említette először oklevél Puly néven. 1501-ben Pwy, 1519-ben Pulyi (Puji), 1733-ban Puj néven írták. 1519-ben Puj birtokosai a Szentgyörgyi, Dóczi és más családok voltak. 1910-ben 1165 lakosából 379 magyar, 50 német, 676 román volt. Ebből 223 római katolikus, 608 görögkatolikus, 158 református volt.
A trianoni békeszerződés előtt Hunyad vármegye Puji járásához tartozott.

## Galéria

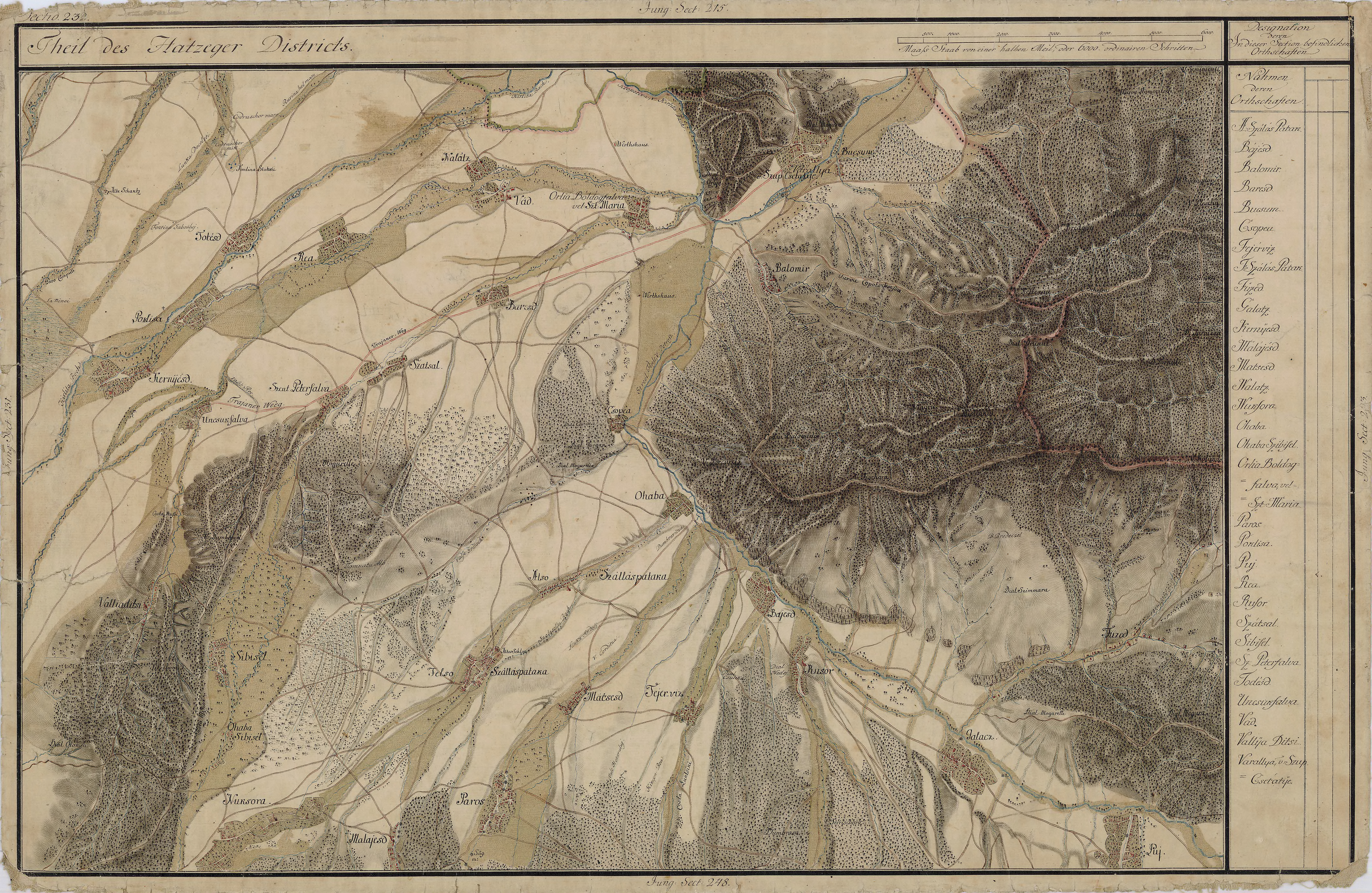
Puj egy régi, 1700-as évekből való térképen
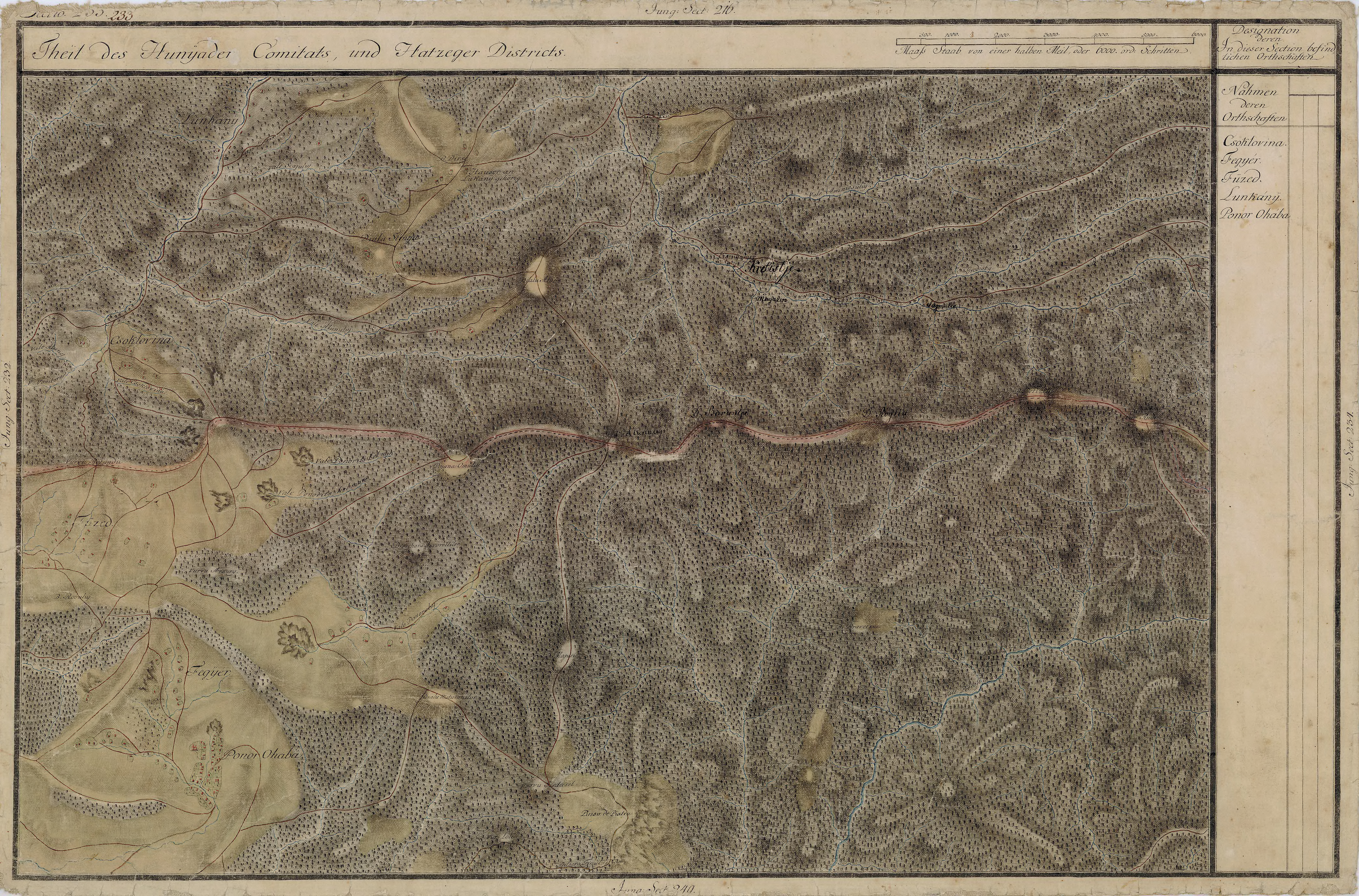
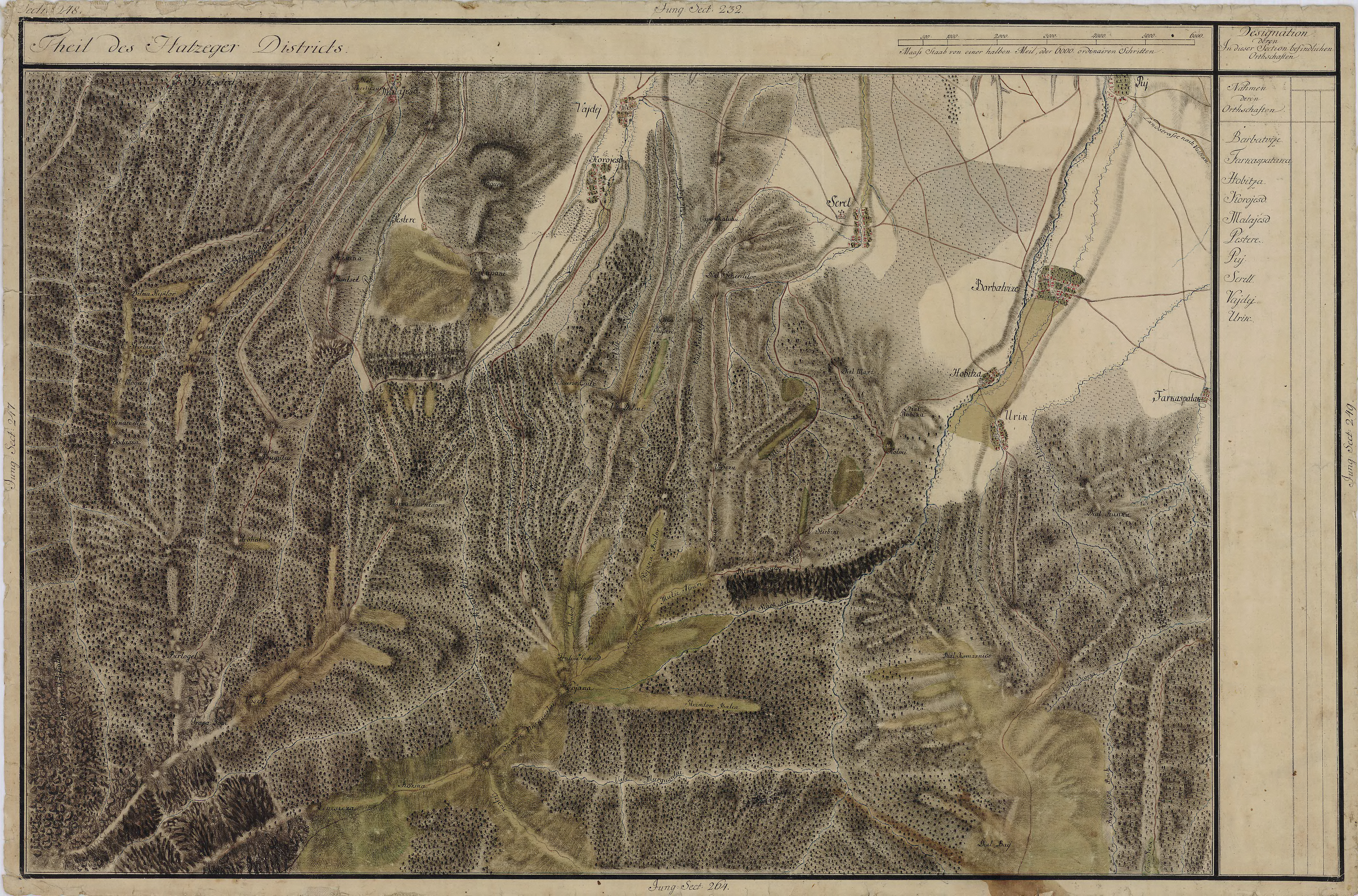